# Luis Galván
Luis Adolfo Galván (* 24. Februar 1948 in Fernández; † 5. Mai 2025 in Córdoba) war ein argentinischer Fußballspieler, der mit der Nationalmannschaft seines Heimatlandes an der Fußball-Weltmeisterschaft 1978 teilnahm und dabei den Titel gewann.
Galván starb im Mai 2025 nach einmonatigem Krankenhausaufenthalt in der Clínica Universitaria Reina Fabiola.

## Karriere

### Verein
Luis Galván, der am 24. Februar 1948 in Fernández, einer Stadt im Nordwesten Argentiniens, geboren wurde, begann seine fußballerische Laufbahn beim Verein CA Talleres aus Córdoba. Bei Talleres spielte er unter anderem zusammen mit anderen argentinischen Fußballgrößen der damaligen Zeit wie José Daniel Valencia oder Miguel Oviedo, ein Titelgewinn gelang mit dem Verein aus der zweitgrößten Stadt Argentiniens jedoch nicht. Zweimal verpasste Talleres die argentinische Meisterschaft allerdings nur knapp, 1977 wurde man Zweiter hinter Independiente Avellaneda und 1980 Dritter hinter River Plate und den Argentinos Juniors. Insgesamt spielte Luis Galván zwölf Jahre bei Talleres de Córdoba, ehe er den Verein 1982 verließ und sich dem Provinzverein Loma Negra, der damals erstklassig spielte, anschloss. Nach einem Jahr in Olavarría ging Galván zurück nach Córdoba und wechselte zu CA Belgrano, wo er nach einem weiteren Jahr weiter nach Salta zu Central Norte wechselte. Dort blieb er erneut ein Jahr. 1986 wechselte Galván erneut den Verein und schloss sich dem Club Bolívar aus La Paz an. Nach nicht einmal einem ganzen Jahr in Bolivien kehrte er 1986 zu seinem alten Verein CA Talleres zurück und ließ seine Karriere in der Primera División ausklingen. 1987 beendete Luis Galván seine aktive Laufbahn.

### Nationalmannschaft
In der argentinischen Fußballnationalmannschaft brachte es Luis Galván zwischen 1975 und 1982 auf 34 Einsätze. Von Argentiniens Nationaltrainer César Luis Menotti wurde Galván ins Aufgebot für die Fußballweltmeisterschaft 1978 im eigenen Land berufen. Bei der Fußball-Weltmeisterschaft wurde Galván, der nicht verwandt ist mit Rubén Galván, der auch im Aufgebot für die WM stand, in allen Spielen der Argentinier eingesetzt. Er war auch im Endspiel im Estadio Monumental Antonio Vespucio Liberti von Buenos Aires dabei, als sich die Argentinier mit einem 3:1 nach Verlängerung gegen die Niederlande ihren ersten WM-Titel holten. Auch vier Jahre später bei der Weltmeisterschaft in Spanien gehörte Galván zum Aufgebot der Südamerikaner. Das Turnier verlief jedoch nicht so erfolgreich wie vier Jahre zuvor, Argentinien scheiterte in der Zwischenrunde. Auch diesmal gehörte Galván zur Stammformation Menottis. Der Abwehrspieler wurde in fast allen Spielen eingesetzt. Das Zwischenrundenspiel gegen Brasilien (1:3) in Barcelona bedeutete nicht nur das Ausscheiden Argentiniens, sondern auch das Ende von Galváns Karriere in der Nationalmannschaft. Wie viele Weltmeister von 1978 wie auch Mario Kempes, Osvaldo Ardiles oder Jorge Olguín beendete er seine Nationalmannschaftskarriere nach der WM 1982.